# Nicholas West
Nicholas Bernhard West (* 9. Oktober 1991 in Yorba Linda) ist ein US-amerikanischer Volleyballspieler.

## Karriere
West begann seine Karriere an der El Dorado High School in Placentia. Danach studierte er 2010 und 2011 zunächst an der UC Irvine. 2012 wechselte er zur University of Hawaiʻi at Mānoa. Nach seinem Studium ging der Mittelblocker zunächst nach Österreich und spielte für Union Volleyball Waldviertel. In der Saison 2017/18 war er beim schwedischen Verein Södertelge VBK aktiv. 2018 wurde West vom deutschen Bundesligisten TSV Herrsching verpflichtet.